# Biserica de lemn din Nadiș

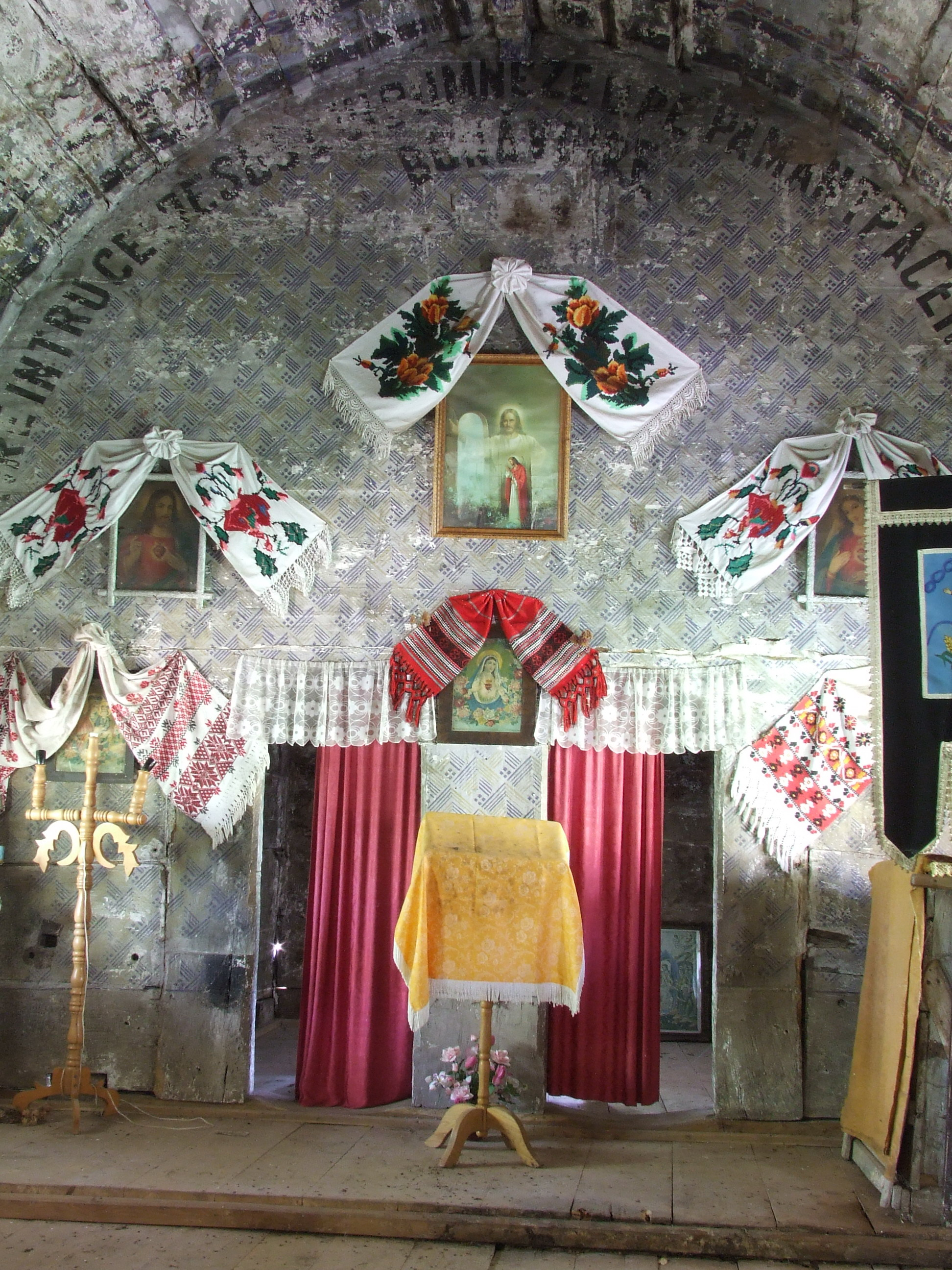
Iconostasul bisericii de lemn din Nadiș. Foto: 2009

Biserica de lemn din Nadiș se află în localitatea omonimă din județul Sălaj. Ea este datată din anul 1732 pe ancadramentul ușii de intrare în naos. Biserica se află pe noua listă a monumentelor istorice sub codul LMI:  SJ-II-m-A-05085.

## Istoric
Începutul acestei biserici este fixat în portalul de trecere dintre tindă și naos. Pe fața dinspre tindă se poate citi anul „1738” iar pe dosul din interiorul naosului stă anul „1732”. Cel din urmă poate fi cel mai probabil considerat anul ridicării bisericii. Rămâne deschisă întrebarea care este motivul diferenței de 6 ani între cele două datări.
La renovarea bisericii au fost găsite sub fundația acesteia două schelete umane foarte vechi, îngropate la o adâncime foarte mică (40 cm). Când eram copil și mă jucam prin livada din jurul bisericii, am găsit în malul pârâului care curge prin spatele bisericii o piatră cu înălțimea de 1 m și lățimea de vreo 50 cm, cu un text în chirilică frumos aranjat. După mulți ani când mi-am dat seama de valorea ei am căutat-o dar aceasta dispăruse, probabil luată de ape.
NADIȘUL ROMÂNESC,. Numele satului vine de la cuvântul nadă (stuf) care se găsea în valea pe care este așezat satul.
Localități învecinate: Noțig, Deja, Sălățig, Cehu Silvaniei.
ARHEOLOGIE. Așezarea medievală de la Nadiș atestata din sec.XIII,
Situl arheologic de la Nadiș - Buia MitruluI ,necropola,epoca medievală (sec. XI-XII) si asezare, din epoca medievală (sec. XIII-XIV).
Situl arheologic de la Nadiș - Dealul Bal, asezare epoca bronzului, epoca romana +(Luca, Sabin Adrian; Gudea, Nicolae, Repertoriul arheologic al județului Sălaj, Sibiu, 2010, 77 [Publicație])
Topor eneolitic la Nadiș Dealul Noțig,descoperire izolată, bibliografie Maxim, Zoia, Neo-Eneoliticul din Transilvania. Date arheologice și matematico-statistice, 1999, nr.661 [Publicație] (sursa fișei de sit)
ISTORIE.
Date istorice privitoare la familiile nobile romanesti care au avut sub stapanire localitatea
1. Bencze de Huszt innobilat de Mihaly Apafi principe al Transilvaniei între 1661-1690. in 12.aprilie 1676, 10 patrifamilia.
2.Rada de Kovas (Couas, Maramures) innobilat de Acatiu Barcsay (principe al Transilvaniei între 1658-1660) la 20.03.1665 , 10 patrifamilia.
3,Pop de Sulmed (Ulmeni) innobilat de Mihaly Apafi la 09,09,1684,10 patrifamilia
4,Pop de Badacson (Badacin) innobilat de Mihaly Apafi la 09,09,1684,10 patrifamilia
( Ioan cavaler de Puscariu)

## Vezi și

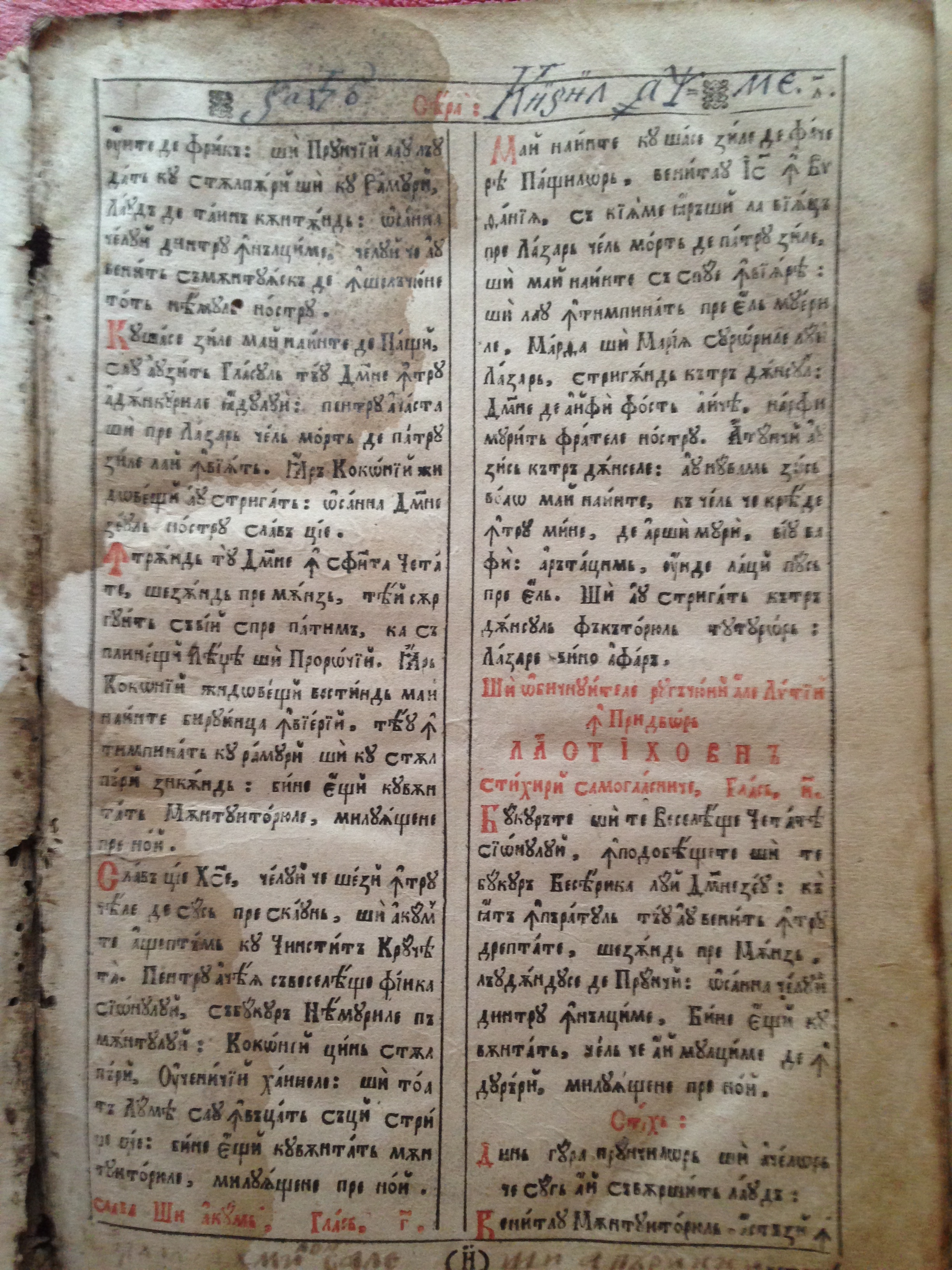
Rada Chiril 1745

## Imagini

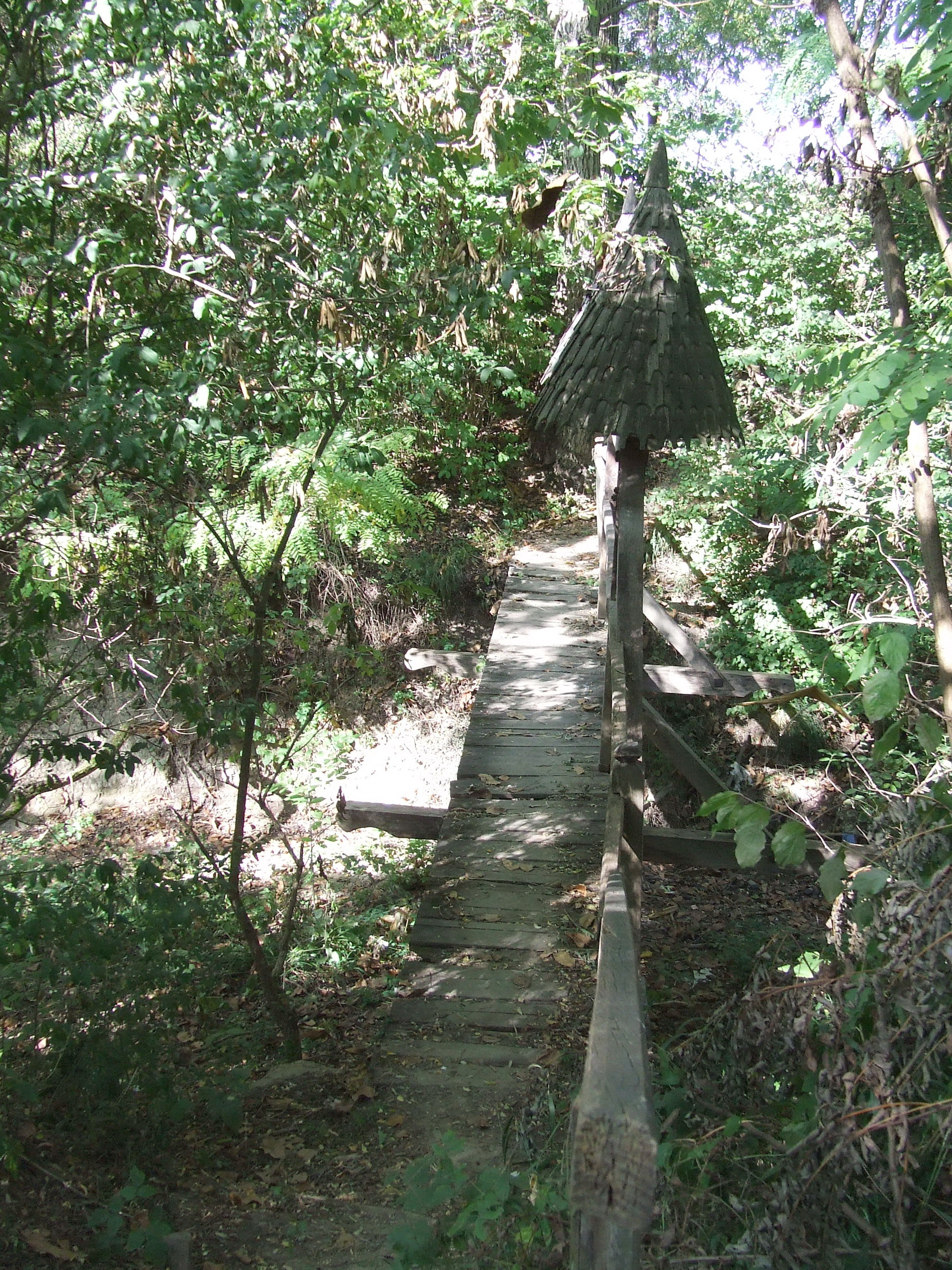
Podul ce duce la biserica de lemn
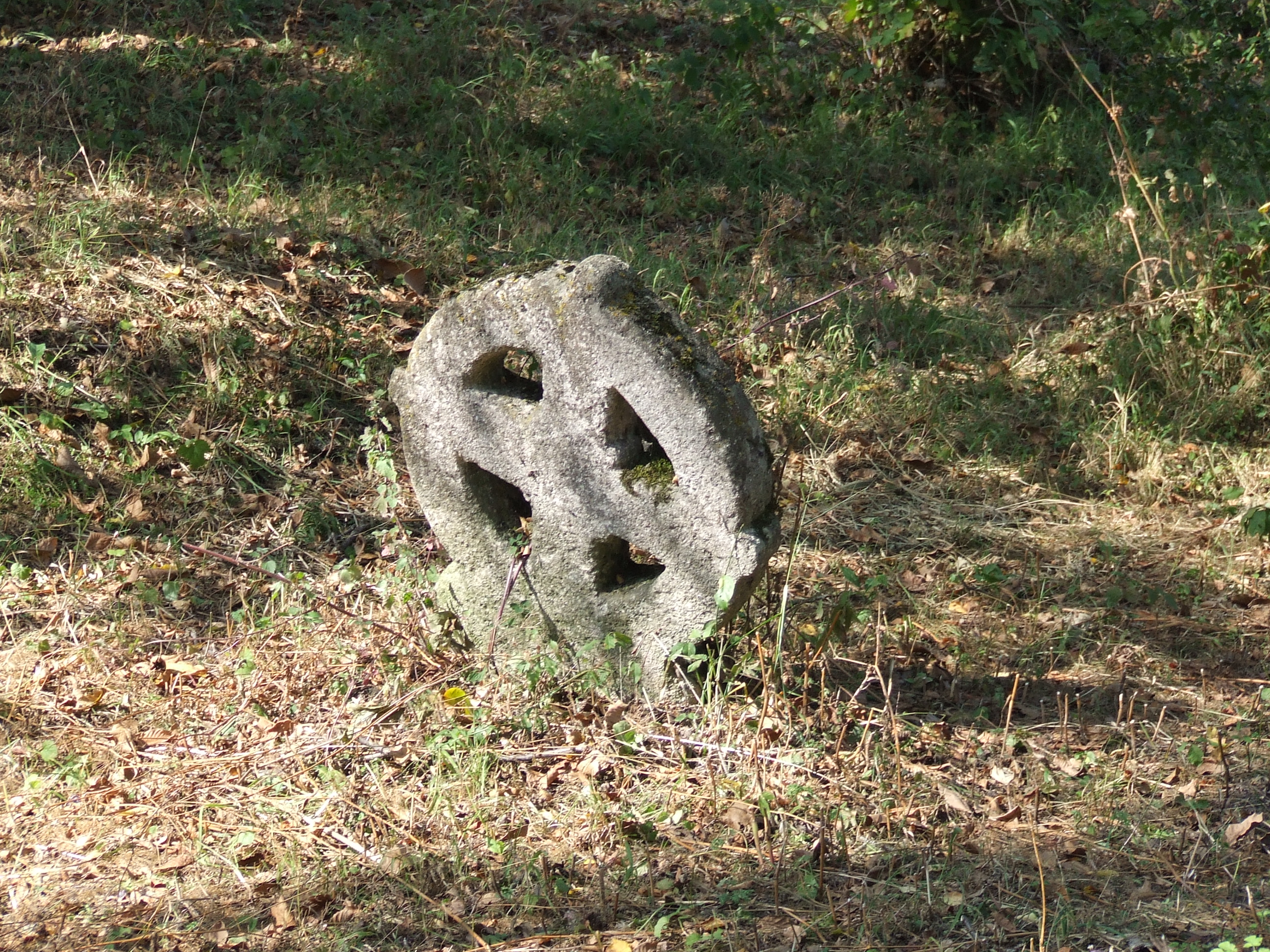
Monument funerar din piatră, întâlnit şi la Ulciug,SJ sau Arduzel, MM
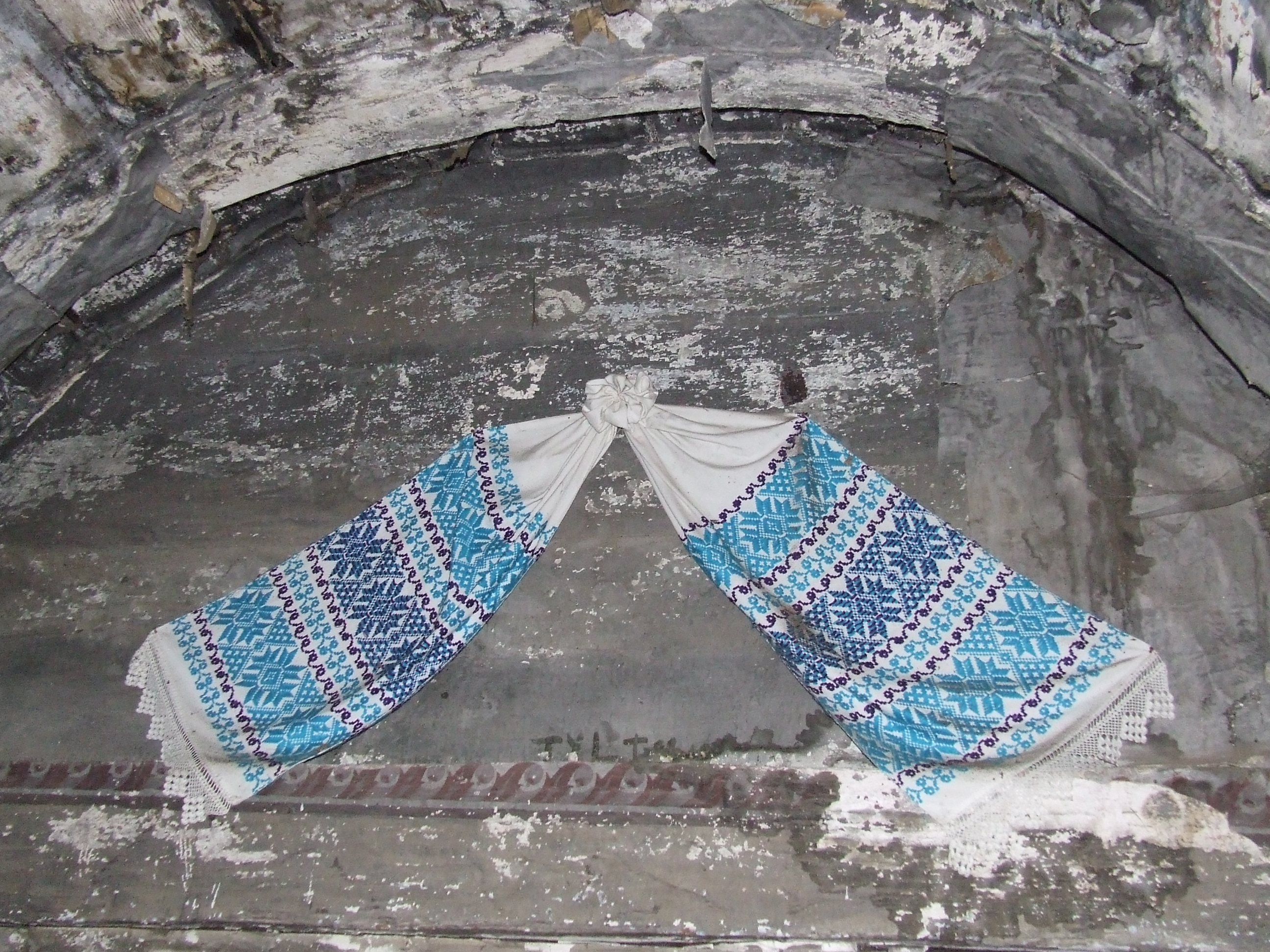
Vedere din altar spre tâmpla bisericii
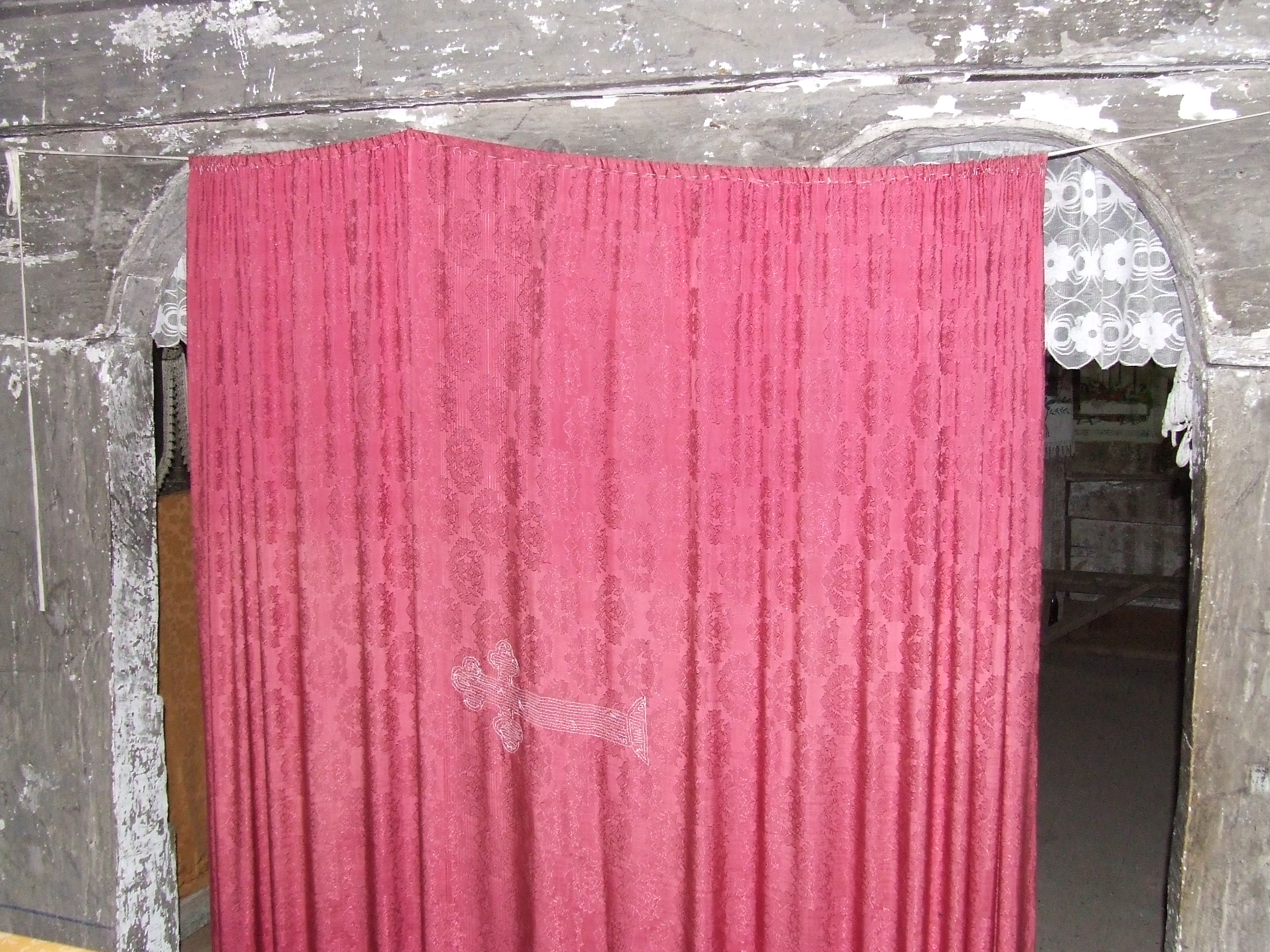
Vedere din altar spre intrările în absida altarului
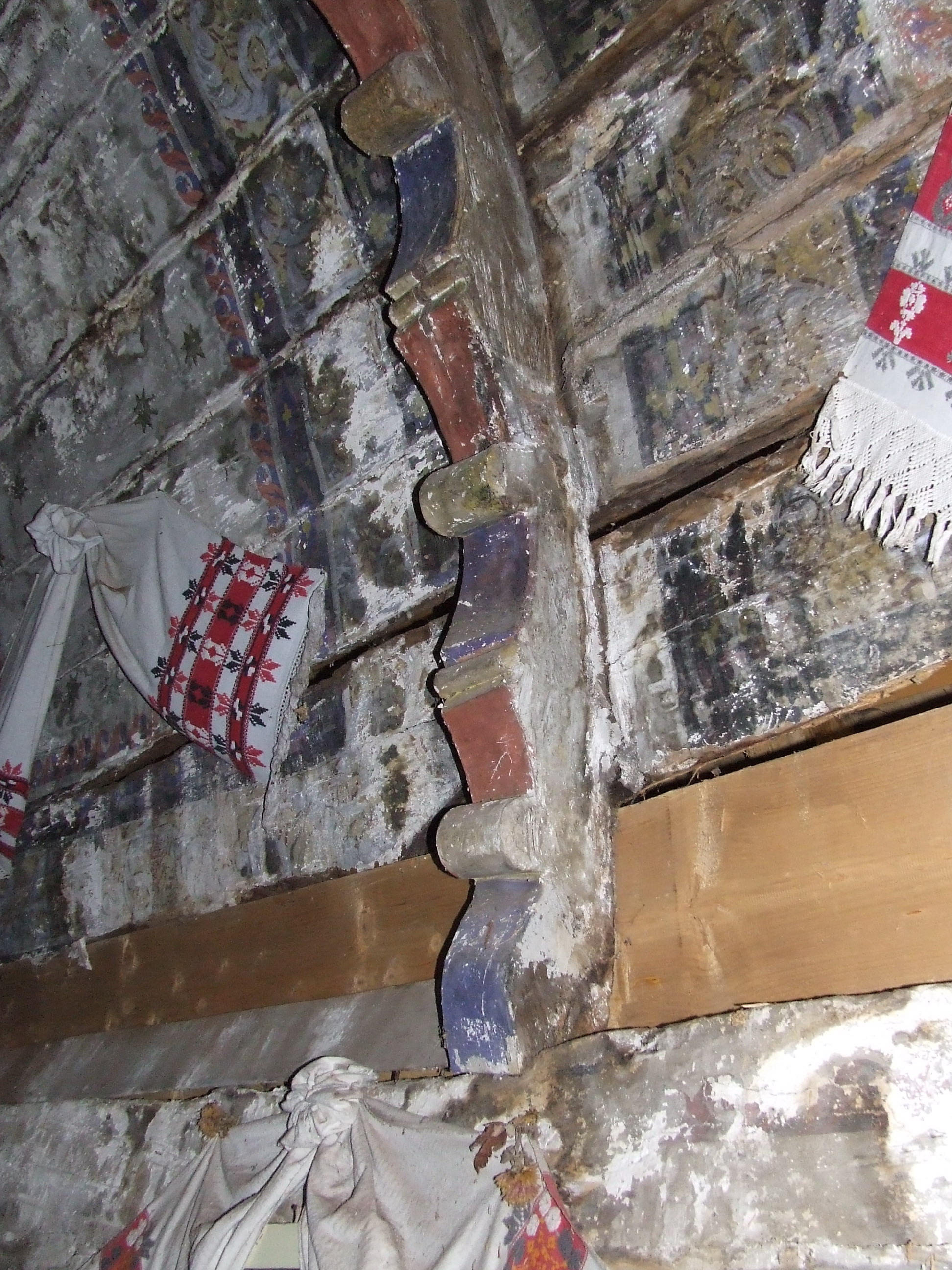
Capătul arc-dubloului, frumos decorat şi pictat
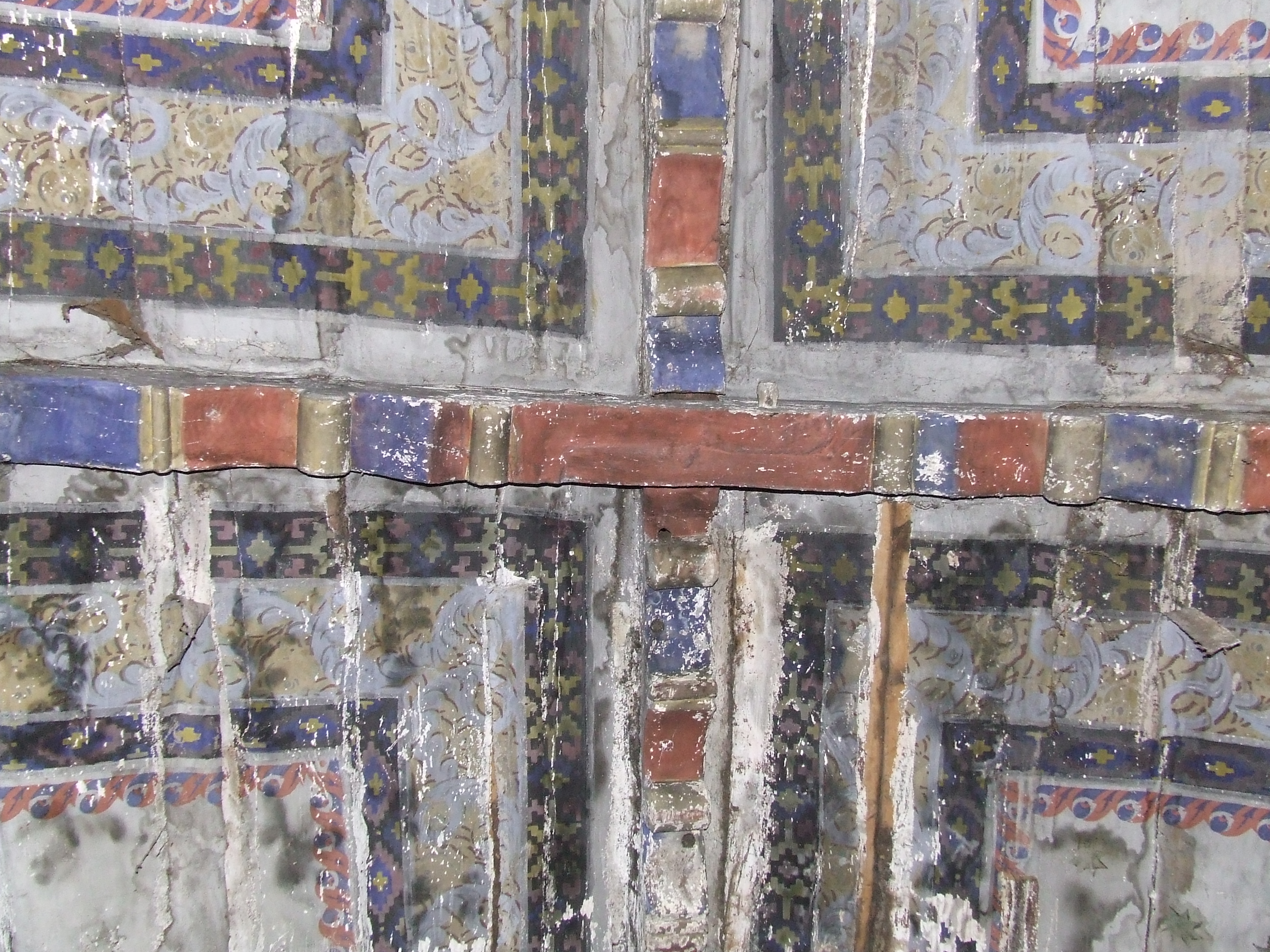
Intersecţia dintre arc-dublou şi meşter-grindă
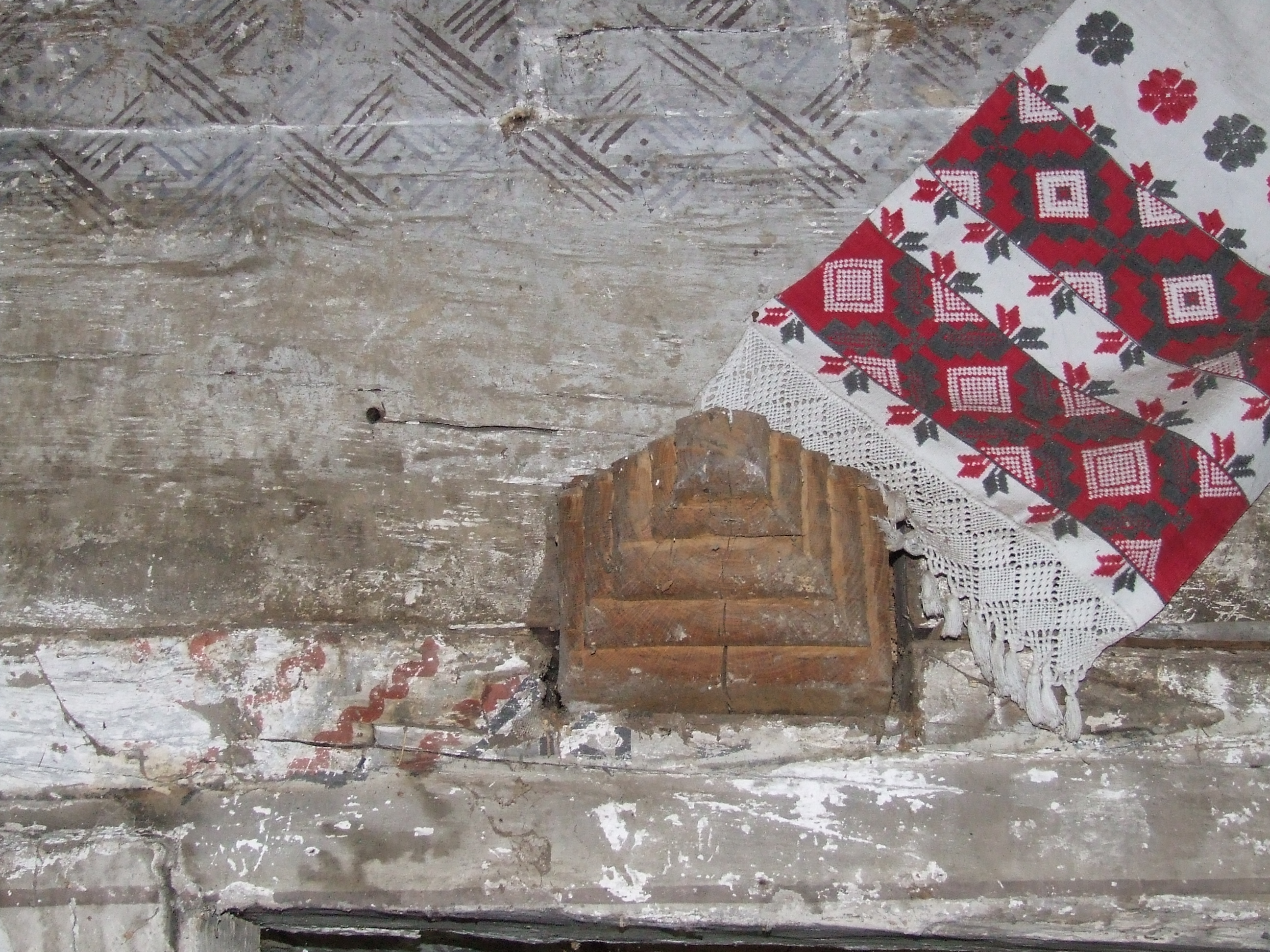
Capătul grinzii ce susţinea corul din naos, ce a fost desfiinţat la ultima reparaţie a bisericii
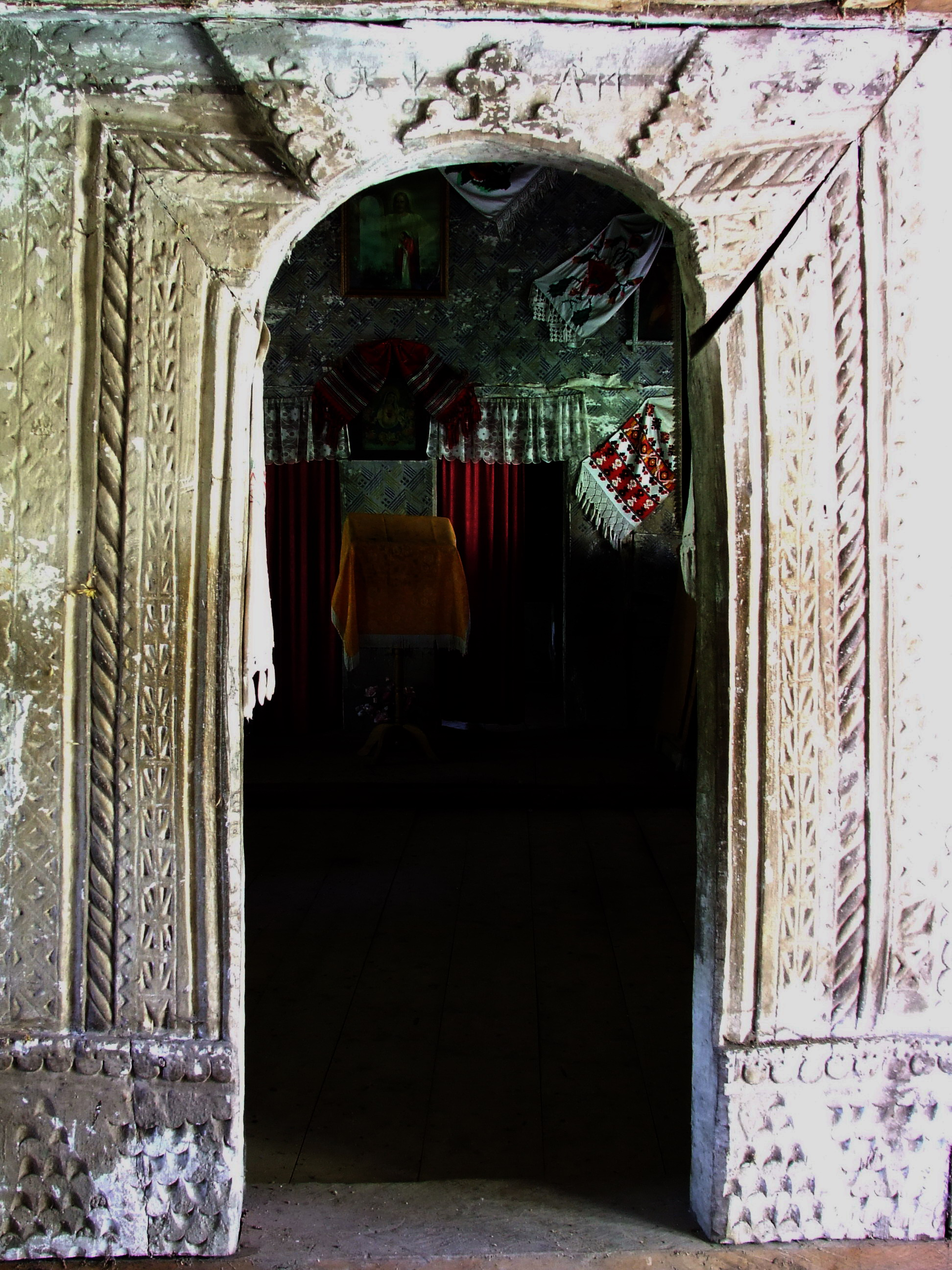
Portalul interior
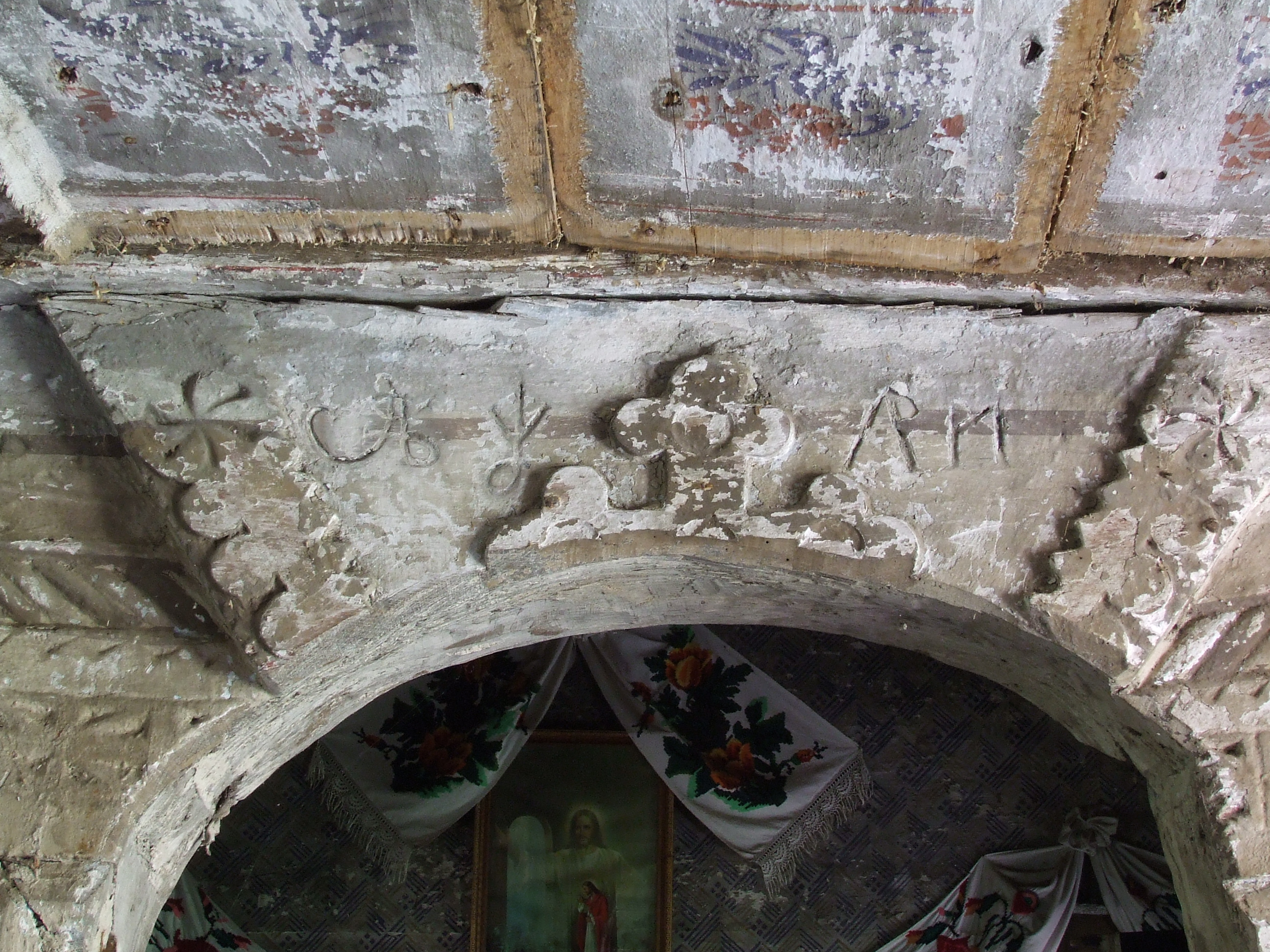
Inscripţia de faţa din pronaos a portalului interior
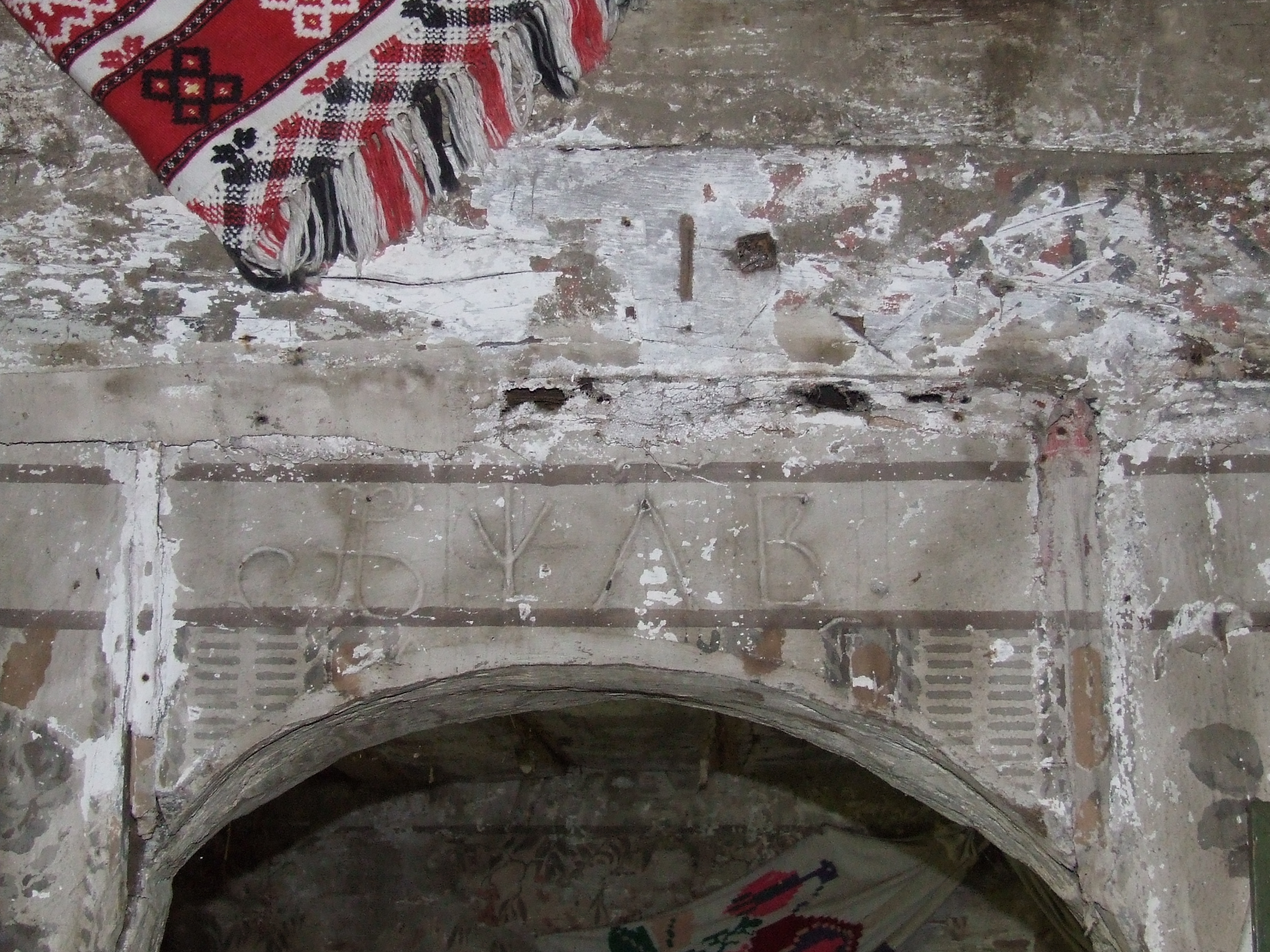
Inscripţia de faţa din naos a portalului interior
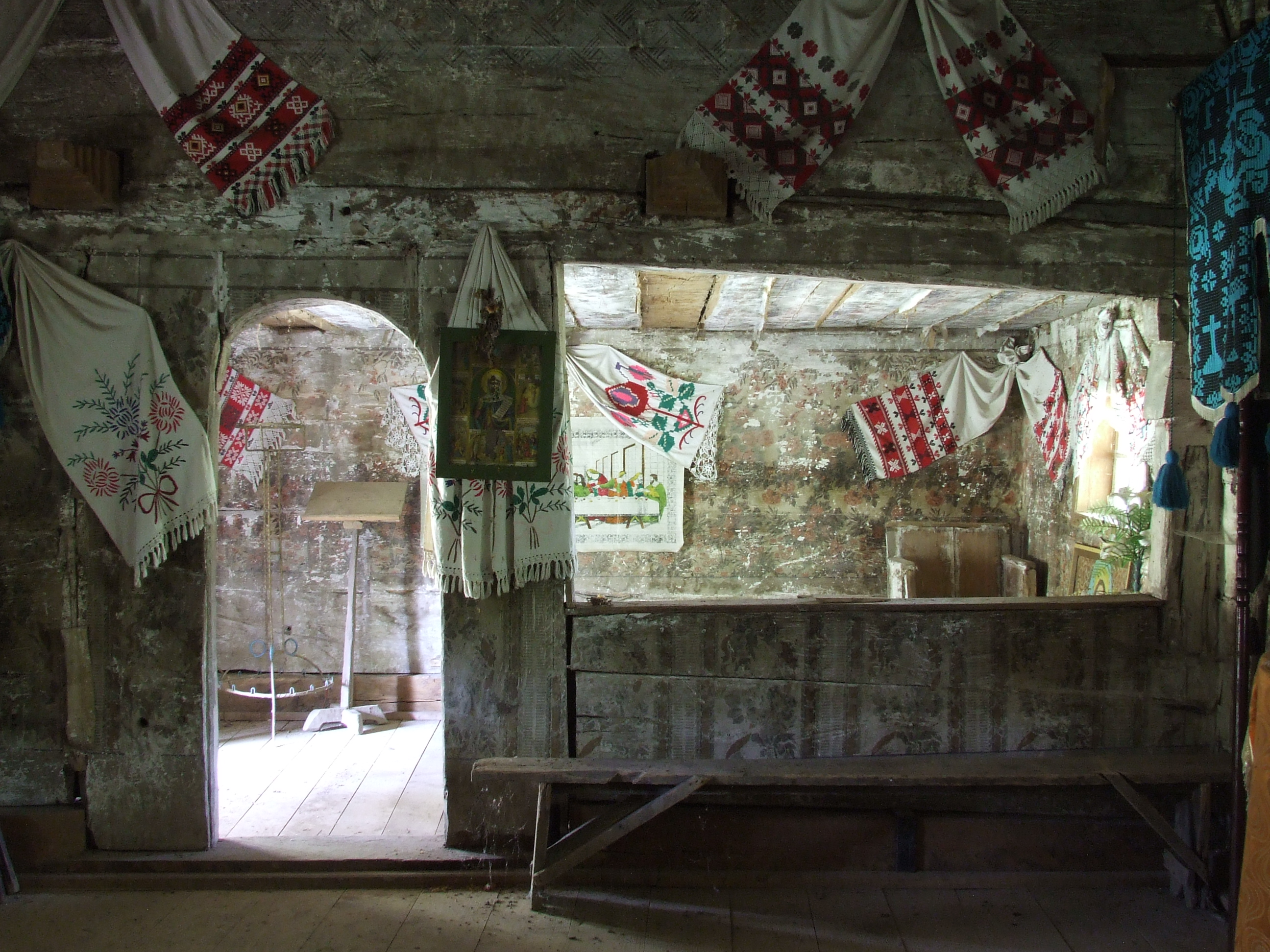
Peretele dintre naos şi pronaos
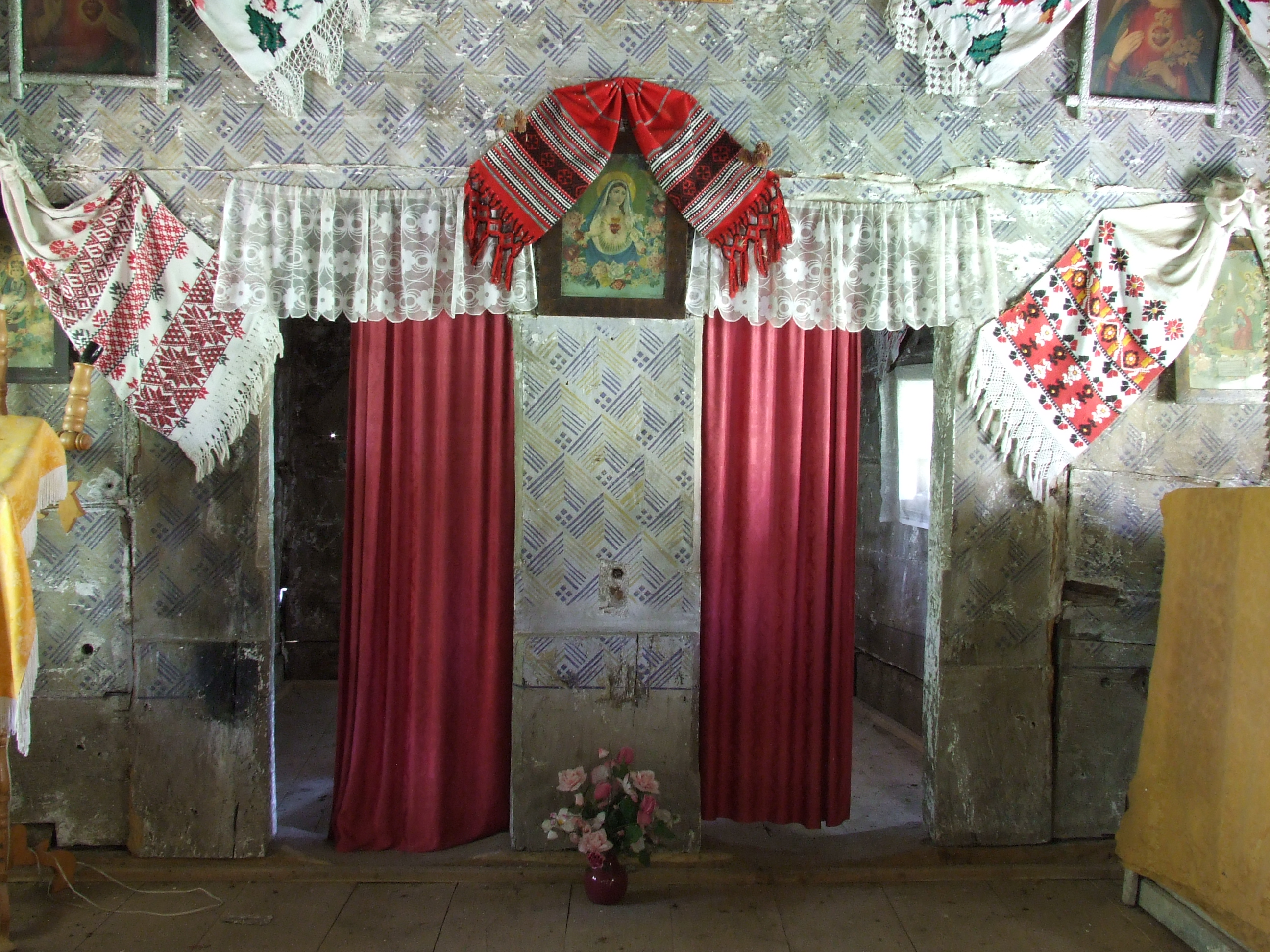
Intrările în absida altarul
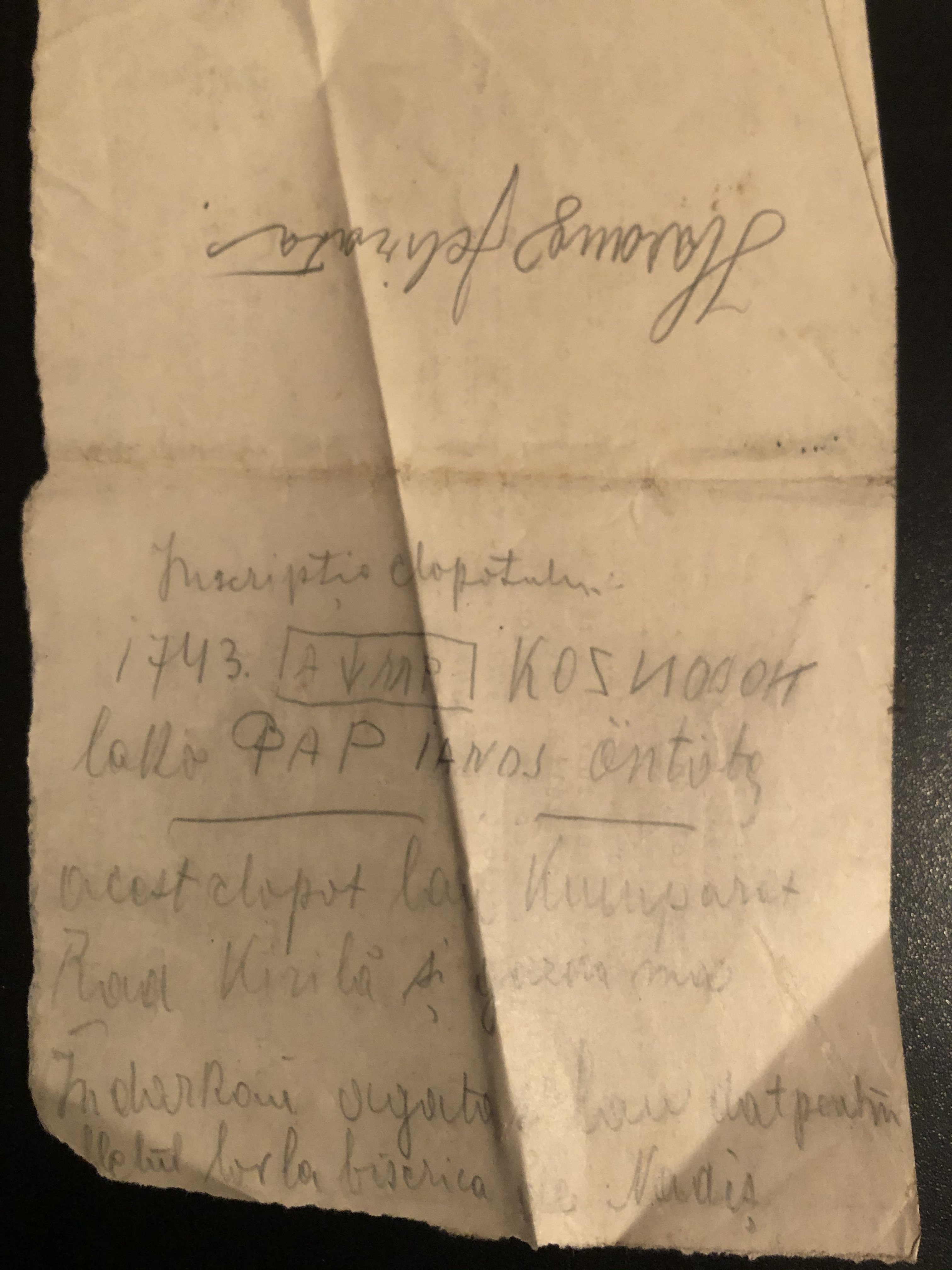
Rada Chiril 1743. Inscriptie clopot.
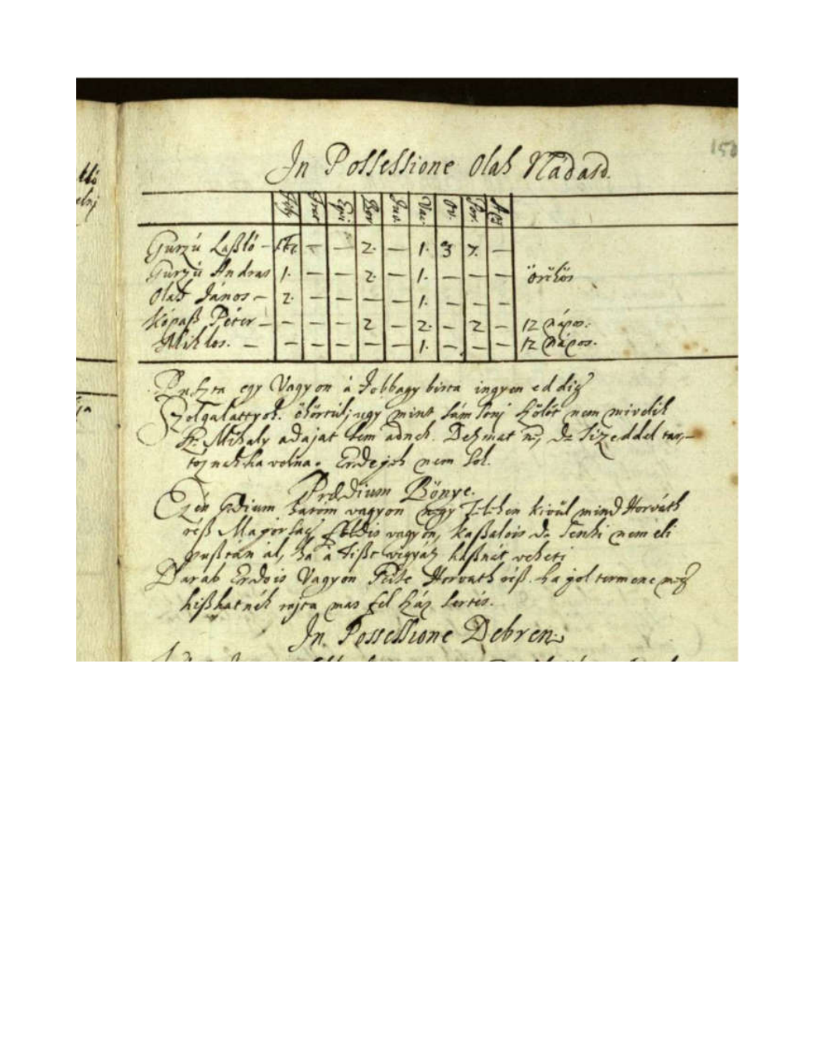
Universal Conscriptio 11 aprilie 1704